# Liste der Naturdenkmale in Uedem

Wappen Gemeinde Uedem

Die Liste der Naturdenkmale in Uedem enthält die Naturdenkmale aus dem Landschaftsplan Nr. 8 (LP08) des Kreis Kleve. Rechtskraft seit 24. Dezember 2010.
In ihr sind besondere Bäume, Baumgruppen, Alleen, ein Findling und ein Niederwald an 9 verschiedenen Standorten gelistet. Sie beeindrucken durch ihre Schönheit, Eigenart und Seltenheit oder sind kulturhistorisch, geologisch oder aus ökologischen Gründen von Bedeutung. Durch den Geltungsbereich des Landschaftsplans befinden sich auch zwei Naturdenkmale aus Kalkar – Neulouisendorf in der Liste.
| Denkmal-Nummer | Ort / Lage | Bezeichnung des ND     | Anzahl | Art                                                            | Eingetragen seit | Schutzgrund                                        | Beschreibung | Bild            |
| -------------- | --- | ---------------------- | ------ | -------------------------------------------------------------- | ---------------- | -------------------------------------------------- | --- | --------------- |
| ND 01          | Uedem-Kalkar – Neulouisendorf an der Evangelischen Kirche Neulouisendorf, Neulouisendorfer Straße 72 Karte               | 14 Buchen und 1 Eiche  | 15     | 14 × Rotbuche (Fagus sylvatica) 1 × Stieleiche (Quercus robur) | 2010             | Kulturhistorische Bedeutung Schönheit              | Stammumfang: 240–350 cm Kronendurchmesser: 17–22 m Buchen stehen um die Kapelle, die Eiche davor. | Fotos hochladen |
| ND 02          | Uedem-Kalkar-Neulouisendorf Entlang der Hochstraße Karte                                                                 | Allee aus Esskastanien | ?      | Edelkastanie (Castanea sativa)                                 | 2010             | Schönheit                                          | Stammumfang: 260–380 cm Kronendurchmesser: 10–17 m 360 m lange, stark lückige Esskastanienallee. Die Bäume stehen teilweise auf Weideflächen. Einige haben Rindenschäden und trockene Äste im Kronenbereich. | BW              |
| ND 03          | Uedem-Uedemerbruch Wirtschaftsweg im Hochwald, Nähe Marienbaumer Str. / Grasweg Karte                                    | 1 Buche                | 1      | Rotbuche (Fagus sylvatica)                                     | 2010             | Schönheit Eigenart                                 | Stammumfang: 340 cm Kronendurchmesser: 19 m | BW              |
| ND 04          | Uedem-Keppeln Ecke Steinstraße / Kalkarer Str. (Dorfstraße) Karte                                                        | Findling               | 1      | Findling (Gneis)                                               | 2010             | Erdgeschichtliche Gründe Eigenart Seltenheit       | Maße: ca. 1,5 × 1,4 × 1,2 m Feldspatgneis mit deutlichen Granat-Einsprenglingen. | BW              |
| ND 05          | Uedem-Keppeln im Bereich eines Hofes, Bünnert 61, Nähe Sportplatz SV Fortuna Keppeln Karte                               | 1 Esskastanie          | 1      | Edelkastanie (Castanea sativa)                                 | 2010             | Schönheit Eigenart                                 | Stammumfang: 480 cm Kronendurchmesser: 18 m | BW              |
| ND 06          | Uedem-Uedemerfeld Dellweg, östlich des Neumühlenhofes, Nähe Paulsberg Kaserne Karte                                      | 1 Eiche                | 1      | Stieleiche (Quercus robur)                                     | 2010             | Schönheit Eigenart                                 | Stammumfang: 330 cm Kronendurchmesser: 22 m Der Baum hat eine gut ausgebildete, arttypische Krone und ist aufgrund seines Standortes weithin sichtbar.                                                       | BW              |
| ND 07          | Uedem-Uedemerfeld auf einer Weidefläche, südöstlich des Mollenhofes, Uedemerfelder Weg 17, Nähe Paulsberg Kaserne Karte  | 1 Eiche                | 1      | Stieleiche (Quercus robur)                                     | 1971             | Schönheit Eigenart                                 | Stammumfang: 400 cm Kronendurchmesser: 23 m Der Baum ist bereits seit 1971 als ND ausgewiesen. | BW              |
| ND 08          | Uedem-Uedemerbruch Am Albershof, Bohnenstraße 10 / Straße „Dorf“, Nähe Kirche Uedemerbruch Karte                         | 1 Eiche                | 1      | Stieleiche (Quercus robur)                                     | 1971             | Kulturhistorische Bedeutung Schönheit Eigenart     | Stammumfang: 550 cm Kronendurchmesser: 26 m Hofbaum mit weit ausladender, arttypischer Krone. Er ist bereits seit 1971 als ND ausgewiesen.                                                                   | BW              |
| ND 09          | Uedem-Uedemerbruch Waldparzelle in der Gemarkung Steinhügel, südwestlich des Nabershofes / Hof Reichswaldstraße 22 Karte | Niederwald             | 1      | Niederwald                                                     | 2010             | Ökologischen Bedeutung Kulturhistorische Bedeutung | Größe: ca. 1 ha Flächiges Naturdenkmal Ehemals bewirtschafteter Niederwald mit Buchen, Eichen und Birken. Der westliche Teil der Fläche wird beweidet. Lebensraum für seltene Tier- und Pflanzenarten.       | BW              |